# En natt på Glimmingehus
En natt på Glimmingehus är en svensk komedifilm från 1954 i regi av Torgny Wickman.

## Handling
Filmen utspelar sig på Glimmingehus, där Edvard Persson spelar rollen som turistguide och vakt. Det spökar på borgen och en universitetslärare från Lund är där för att undersöka dolda medeltida målningar.

## Om filmen
En natt på Glimmingehus hade premiär annandag jul 1954. Stockholmspremiären ägde rum på biograf Anglais vid Biblioteksgatan. Filmen har visats vid ett flertal tillfällen i SVT.

## Rollista i urval
- Edvard Persson – Nils Gammel-Nils Jeppsson
- Bengt Logardt – Holger Broman, fil. lic., konsthistoriker
- Bibi Andersson – Maj Månsson
- Gunilla Åkerrén – Anne Stenswärd / fru Ingeborg Stenswärd
- Torsten Lilliecrona – herr Jesper Stenswärd
- Nils Hallberg – Botolf Murare
- Astrid Bodin – Alma Månsson, Majs mor
- Algot Larsson – G. Månsson, arrendator, Majs far
- Gun Hallnäs – änkefriherrinnan Stenswärd, Annes mor
- Jan von Zweigbergk – Göran Stenswärd, Annes bror
- Ove Flodin – Svensson, borgvakt
- Ingeborg Nyberg – Inga-Lill
- Harry Persson	– Persson, professor